# V Cípu
Ulice V Cípu na Novém Městě v Praze 1 je krátká neprůjezdná a neprůchodná (slepá) ulice vycházející z Panské ulice směrem k Václavskému náměstí, pro pěší je v jejím jihovýchodním cípu vchod do Jindřišské pasáže s východem do Jindřišské ulice č. 5. 

## Situace
Ze severozápadu ji ohraničuje boční fasáda domu "U Diesbachů" ("U Vědrů") a ze severovýchodu boční fasáda hotelu Palace (Panská 12). V ulici měl sídlo novorenesanční dům s tiskárnou deníku Prager Tagblatt (Pražský deník), později patřící deníku Mladá fronta. Ten byl v roce 2010 zbourán spolu s dalšími chátrajícími objekty. Projekt plánované dvorní novostavby pasáže s průchodem z paláce Silva-Tarrouca přes nákupní galerii až po zelené plochy na místě někdejší zahrady Silva-Tarouccova paláce zůstává jen ve stádiu projektové dokumentace (stav březen 2023). 

## Historie a názvy
Ulice byla vytyčena při vzniku Nového Města pražského v polovině 14. století. Již k roku 1395 se latinsky nazývala in vico dicto Czyp (  V uličce/osadě řečené Cíp). Zatímco výstavba hlavních ulic byla regulována, vedlejší = od daní osvobozené pozemky jejich vlastníci parcelovali na menší, z nichž jim plynul malý, ale věčný zisk. Názvy uličky se měnily: 
- původní název "in vico dicto Czyp"
- 1396 - "V Betlémě"
- později - "V čípku", "Cípek",
- "Heršova" podle  Herše z Lipska, majitele domu čp. 900/7 v Jindřišské ulici
- od roku 1896 platí současný název "V Cípu".[3]

## Budovy, firmy a instituce
- Nárožní dům "U Diesbachů" ("U Vědrů") čp. 1480/II V cípu 5 (boční vchod zrušen), Panská 10
- prolukou je odkryta dvorní fasáda Millesimovskéhp paláce čp. 896/II- Panská 8[4]

protější strana: 
- secesní Hotel Palace čp. 897/II, Panská ulice 12 a zároveň Jindřišská ulice; původní boční vchod do restaurace Savarin z ulice V cípu 897/6 je zazděn, zbyla jen vývěsní cedule. vjezd do ulice je zúžen rampou vjezdu do podzemních garáží hotelu Palace.
- zadní fasáda domu čp. 900/II, Jindřišská 7
- zadní fasáda domu s Jindřišskou pasáží, čp. 901/II, Jindřišská 5; původně čtyřkřídlá stavba, roku 1885 stavitel Josef Blecha ve službách firmy Václava Nekvasila radikálně přestavěl na kancelářskou budovu a tiskárnu pro Melantrich a.s., jen jedno křídlo je pozůstatkem paláce Radeckých, v němž u svého strýce bydlel osiřelý Josef Václav Radecký z Radče během studií na piaristickém gymnáziu.[5] Z provozu tiskárny zůstala dochována nájezdová rampa a v betonové ploše dvora železný poklop kruhové točny o průměru kolem čtyř metrů
- Megasport bar se stoly na kulečník, pingpong - V Cípu 1[6]